# Beligeon
Le Beligeon ou  ruisseau de Bargues est un ruisseau français qui coule dans le département du Puy-de-Dôme. Il prend sa source dans les  monts du Livradois et se jette dans la Dolore en rive gauche. C’est donc un sous-affluent de la Dore  puis de l’Allier et enfin de la Loire.

## Géographie
Le ruisseau prend sa source dans le massif du Livradois à 1100 mètres d’altitude, près du  hameau de Malpertuis (commune du Chambon-sur-Dolore).  Il s'oriente d’abord dans une direction nord-sud sur le premier tiers de son parcours puis bifurque vers l’est. Il fait un crochet par le nord avant de reprendre la direction est. Après le hameau de Bargues, il prend le nom de ruisseau de Bargues. Il rejoint la Dolore à proximité de Masselèbre (commune de Marsac-en-Livradois). 

La totalité de son bassin versant fait partie du parc naturel régional Livradois-Forez.

## Communes traversées
D'amont en aval, la rivière traverse les communes suivantes, toutes situées dans le département du Puy-de-Dôme : 
- Chambon-sur-Dolore
- Saint-Bonnet-le-Chastel
- Novacelles
- Arlanc
- Marsac-en-Livradois

## Affluents
- la Ruilhère
- Ruisseau du Soleil

## Aspects anthropiques
Si plusieurs petits moulins fariniers étaient autrefois implantés le long de son cours, il ne s'agissait que d'établissements très modestes, sans meunier, et qui disparurent tous au XIXe siècle.